# Honba za diamantem
Honba za diamantem (v anglickém originále Romancing the Stone) je americký akční dobrodružný film s romantickými a komediálními prvky, jejž natočil režisér Robert Zemeckis. Ústřední dvojici ztvárnili Michael Douglas jako dobrodruh a pašerák Jack Colton a Kathleen Turner jako úspěšná spisovatelka milostných románů Joan Wilderová, jimž sekundoval boss kolumbijských pašeráků umění Danny DeVito. Děj se z valné části odehrává v Kolumbii, již svými lokacemi zastoupilo Mexiko. Hudbu složil Alan Silvestri.
Snímek měl premiéru v roce 1984 a stal se kasovním trhákem, přičemž svůj desetimilionový rozpočet z tržeb splatil sedmkrát. Získal řadu mezinárodních ocenění včetně dvou Zlatých glóbů a nominaci na Oscara za střih. Na úspěch filmu navázalo o rok později volné pokračování Honba za klenotem Nilu, opět s Turner a Douglasem, ovšem v režii Lewise Teague.

## Děj
Joan Wilderová je úspěšná, ale osamělá spisovatelka milostných románů v New Yorku. Po dokončení svého posledního románu odchází Joan ze svého bytu na schůzku se svou redaktorkou Glorií. Cestou jí sousedka, paní Irwinová, předá dopis, který obsahuje mapu, kterou jí poslal její nedávno zavražděný švagr Eduardo. Zatímco je pryč, do jejího bytu se pokusí vloupat muž, kterého objeví správce bytu, načež je správce mužem zavražděn. Po návratu do svého bytu ho Joan najde vypleněný. Vzápětí obdrží šílený telefonát od své sestry Elaine, vdovy po Eduardovi. Elaine byla unesena pašeráky starožitností, bratranci Irou a Ralphem, a nařizuje Joan, aby se vydala do kolumbijského pobřežního města Cartageny s mapou, kterou dostala; je to Elainino výkupné.
Při letu do Kolumbie je Joan odkloněna z místa setkání plukovníkem Zolem – stejným mužem, který vyplenil její byt a hledal mapu – a lstí ji donutí nastoupit do špatného autobusu. Místo do Cartageny jede tento autobus hluboko do vnitrozemí země. Ralph si to uvědomí a začne Joan sledovat. Poté, co Joan náhodou odvede pozornost řidiče autobusu tím, že se ho zeptá, kam jedou, autobus narazí do Land Roveru – obě vozidla jsou nárazem zdemolovaná. Zatímco zbytek cestujících odchází, Joan ohrožuje Zolo, ale zachrání ji majitel Land Roveru, americký pašerák exotických ptáků Jack T. Colton. Za to, že ji dostane z džungle k telefonu, slíbí Joan Jackovi 375 dolarů v cestovních šecích.
Jack a Joan putují džunglí a unikají Zolovi a jeho vojenské policii. Když dorazí do malé vesnice, setkají se s drogovým bossem Juanem, který je velkým fanouškem Joaniných románů a ochotně jim pomůže utéct před Zolem.
Po noci plné tance a vášně v nedalekém městečku Jack navrhne Joan, aby poklad našli sami, než odevzdají mapu. Do města vjedou Zolovi muži, a tak Jack a Joan ukradnou auto, aby mohli utéct – ale je to Ralphovo auto a on spí vzadu. Sledují stopy a získávají poklad, obrovský smaragd zvaný El Corazón ("Srdce"). Ralph jim smaragd sebere pod hrozbou použití zbraně, ale objeví se Zolovy síly, které Ralpha rozptýlí na dost dlouho, aby Jack mohl šperk ukrást zpět. Poté, co jsou Jack a Joan při pronásledování zahnaní do řeky a přes vodopád, se rozdělí na opačných stranách rozbouřené řeky; Joan má mapu, ale Jack má smaragd. Jack nasměruje Joan do Cartageny a slíbí jí, že se tam s ní setká.
V Cartageně se Joan setkává s Irou, který si bere mapu a propouští Elaine. Přijíždí však Zolo a jeho muži se zajatým Jackem a těžce zbitým Ralphem. Zatímco Zolo mučí Joan, Jack se snaží hodit smaragd do krokodýlí tůně za Zolem. Zolovi se podaří smaragd chytit, ale vzápětí k němu přiskočí krokodýl, ukousne mu ruku a spolkne s ní i smaragd. Následuje přestřelka mezi Zolovými vojáky a Irovou bandou. Joan a Elaine utíkají do bezpečí, pronásledovány zmrzačeným Zolem, zatímco Jack se snaží zabránit krokodýlovi v útěku. Neochotně ho pustí, aby se místo toho pokusil zachránit Joan.
Šílený Zolo se vrhne na Joan; ta se vyhne jeho prudkým seknutím nožem a on spadne do krokodýlí jámy. Když dorazí úřady, Ira a jeho muži utečou, ale Ralph zůstane na místě. Po polibku se Jack vrhne do vody za krokodýlem se smaragdem a nechá Joan se sestrou.
Později se Joan vrací do New Yorku a na základě svého dobrodružství píše nový román. Glorii – Joaninu nakladatelku – příběh dojme k slzám a řekne Joan, že má v rukou další bestseller. Po návratu domů na ni čeká Jack na plachetnici pojmenované Angelina podle hrdinky Joaniných románů a obutý do bot z krokodýlí kůže. Vtipkuje, že krokodýl dostal "smrtelné zažívací potíže" ze smaragdu, který prodal a za peníze si koupil loď svých snů. Odjíždějí spolu a plánují obeplout svět.